# Túnez en los Juegos Olímpicos de Barcelona 1992
Túnez estuvo representado en los Juegos Olímpicos de Barcelona 1992 por un total de 13 deportistas, 11 hombres y 2 mujeres, que compitieron en 7 deportes.
El equipo olímpico tunecino no obtuvo ninguna medalla en estos Juegos.